# Кубанка (річка)
Куба́нка — річка в Україні, в межах Одеського району Одеської області. Впадає в Куяльницький лиман (басейн Чорного моря).

## Опис
Довжина бл. 20 км (за іншими даними — 15 км). Долина вузька, глибока, порізана балками і ярами; її праві схили вищі та крутіші від лівих. Річище слабозвивисте, влітку пересихає. Споруджено кілька ставків.

## Розташування
Кубанка бере початок біля села Нові Шомполи. Тече переважно на південь, у пригирловій частині — на південний захід. Впадає у Куяльницький лиман на південь від села Кубанки.
Над річкою розташовані села: Шаманівка і Кубанка.